# Molí de la Bleda
El Molí de la Bleda és una construcció medieval dels Guiamets (Priorat) inclosa a l'Inventari del Patrimoni Arquitectònic de Catalunya.

## Descripció
Molí enrunat de planta rectangular; bastit de maçoneria amb restes d'arrebossat en alguns punts. Edifici de planta baixa, pis i golfes, estava cobert amb una teulada a dos vessants. A les cantoneres s'utilitzà pedra tallada. Conserva algunes llindes de fusta a les obertures. A la planta baixa s'obre una porta, dues finestres al pis i una finestra i una espitllera a les golfes. El soterrani, per on circulava l'aigua, és l'element més interessant, on es conserva en perfecte estat una volta i una gran arcada ogival.

## Història
El Molí d'en Bleda és conegut ja des de l'Edat Mitjana, dedicat a la molta de cereal. Funcionà, amb moliner instal·lat a l'edifici, fins principis del segle xx. Cap als anys 20 sembla que ja era en desús.